# Manambidala
Manambidala is een plaats en commune in Madagaskar, behorend tot het district Vondrozo. Tijdens de laatste volkstelling (2001) telde de plaats 12.572 inwoners. 
De plaats biedt alleen lager onderwijs. 98% van de inwoners werkt in de landbouw, de belangrijkste landbouwproducten zijn koffie en bonen; andere belangrijke producten zijn pinda, cassave en rijst. In de dienstensector werkt 2% van de inwoners. 